# Mike Benton
Michael Malik Benton, detto Mike (Covington, 8 aprile 1980), è un ex cestista statunitense, professionista nella NBDL e in Turchia.